# Hayden Roulston
Hayden David Roulston (Ashburton, 10 gennaio 1981) è un ex ciclista su strada e pistard neozelandese. Professionista dal 2003 al 2016, in carriera ha vinto un argento e un bronzo su pista ai Giochi olimpici di Pechino 2008 e quattro titoli nazionali su strada.

## Carriera

### 2000-2004: i primi anni in Francia
Hayden Roulston arriva in Francia, al club Bressuire Activités Cyclistes, all'inizio degli anni 2000. Qui conosce la vittoria nelle prove dilettantistiche francesi, imponendosi in undici corse (due nel 2001 e nove nel 2002). Si classifica inoltre secondo al Tour of Wellington nel 2002, e ottiene i primi risultati significativi su pista nello stesso anno: si aggiudica infatti la medaglia di bronzo nell'inseguimento a squadre ai Giochi del Commonwealth e partecipa con successo alla prova di Sydney della Coppa del mondo. Un mese dopo questa prova, in giugno, firma il primo contratto da professionista con la squadra francese Cofidis per le stagioni 2003 e 2004.
Alla Cofidis Roulston diventa compagno d'allenamento di David Millar. I principali risultati su strada nella prima stagione da professionista li ottiene al Giro del Belgio, dove ottiene la maglia rossa della classifica degli sprint, ed al Tour de Pologne, dove vince la settima tappa. Durante l'estate prende parte ai mondiali su pista di Stoccarda, vincendo la medaglia d'argento nell'americana insieme a Greg Henderson. Nel 2004 si mette nuovamente in evidenza nelle corse belghe, vincendo la prima tappa del Tour de la Région Wallonne. Sale anche sul podio al Tour du Doubs ed ai campionati neozelandesi su strada; partecipa inoltre ai Giochi olimpici di Atene, classificandosi settimo nell'americana in coppia con Henderson.

### 2005-2006: Discovery Channel e Health Net
A settembre 2004, Hayden Roulston firma un contratto per le stagioni 2004 e 2005 con la squadra statunitense Discovery Channel. In quell'epoca risiede a Waregem, nelle Fiandre Occidentali. Gli inizi con la nuova squadra sono difficili. Ammalatosi durante il Tour de Langkawi, debutta nella stagione belga alla Kuurne-Bruxelles-Kuurne, con solo due giorni di corse alle spalle. Ciononostante disputa un'ottima corsa, terminando al settimo posto dopo aver lavorato per il capitano George Hincapie, vincitore della corsa. Partecipa alle corse fiamminghe fino al Giro delle Fiandre. Soffrendo di una ciste di cui sarà operato, non corre per il resto della stagione. In ottobre, risulta implicato in una rissa a Timaru e viene condannato a una multa. Dopo le scuse pubbliche da parte del corridore, la Discovery Channel conferma il contratto per il 2006. Roulston contemporaneamente richiede la risoluzione del contratto e firma per la squadra Health Net presented by Maxxis dove si riunisce con il connazionale Greg Henderson.
I primi mesi di Roulston con la Health Net sono coronati da successi. Vince per la prima volta il Tour of Wellington, e brilla su pista aggiudicandosi i campionati nazionali nelle prove d'inseguimento individuale e a squadre. Partecipa nuovamente ai Giochi del Commonwealth, dove vince la medaglia d'argento nella corsa a punti. La carriera è però improvvisamente a rischio di una fine prematura quando, in agosto, gli viene diagnosticata la malattia di Naxos. Riprende le competizioni alcuni mesi più tardi, considerandosi guarito dopo aver seguito un trattamento medico alternativo di origine giapponese chiamato Reiki. Riesce persino a conquistare il titolo di campione neozelandese su strada in ottobre. Ciononostante non viene confermato dalla Health Net per la stagione successiva.

### 2007-2008: verso i Giochi olimpici di Pechino
Senza contratto professionistico, Hayden Roulston riesce ad ottenere comunque risultati importanti nel 2007. A inizio anno vince per la seconda volta il Tour of Wellington. A settembre, viene selezionato in nazionale per i mondiali su strada di Stoccarda, dopo la rinuncia di Julian Dean, Greg Henderson e Timothy Gudsell, tutti e tre infortunati. Partecipa alla corsa in linea, ritirandosi. Chiude la stagione imponendosi nella prova su strada ai campionati dell'Oceania e nella corsa a punti dei campionaticontinentali su pista, insieme a Greg Henderson.
Nel 2008 conquista nuovamente due tappe al Tour of Wellington e viene selezionato per i mondiali su pista di Manchester. Nella rassegna iridata sfiora di poco la medaglia nell'inseguimento individuale (quarto) e a squadre (quarto); ottiene anche il nono posto nell'americana con Greg Henderson. Nei mesi successivi disputa nuovamente corse su strada per prepararsi ai Giochi olimpici di Pechino insieme agli altri pistard neozelandesi. Vince corse dilettantistiche in Belgio (Grand Prix Etienne De Wilde) ed in France (Tour des Deux-Sèvres). Ai Giochi è autore di un'eccellente prova nell'inseguimento individuale: dopo aver ottenuto il secondo miglior tempo nelle qualificazioni, elimina il giovane statunitense Taylor Phinney ritrovandosi in finale contro Bradley Wiggins. Il tre volte campione del mondo e olimpico si impone, lasciando a Roulston la medaglia d'argento. Si unisce alla squadra neozelandese dell'inseguimento a squadre nelle semifinali. Eliminando la Spagna, Sam Bewley, Marc Ryan, Jesse Sergent e Roulston ottengono il terzo tempo, qualificandosi per la finale per il bronzo: qui sconfiggono la squadra australiana, campione in carica, andando così a medaglia. Dopo questi due podi, Roulston conclude i suoi Giochi con la prova dell'americana con Greg Henderson, ottenendo il decimo posto.

### 2009-2015: Cervélo, HTC, RadioShack e Trek
Nel 2009 si unisce alla squadra svizzera Cervélo Test Team. Nel 2010 passa alla statunitense Team HTC-Columbia per aiutare i capitani Mark Cavendish e André Greipel nelle volate. In primavera conclude al decimo posto la Parigi-Roubaix, mentre in agosto ottiene la prima vittoria stagionale al Giro di Danimarca conquistando la quinta tappa dopo aver resistito al ritorno del gruppo negli ultimi chilometri. A fine stagione partecipa alla Vuelta a España dove vince la prima tappa, una cronosquadre, insieme al Team HTC-Columbia, e dai mondiali su strada di Melbourne. All'inizio del 2011 vince per la seconda volta i campionati neozelandesi in linea.
Si unisce per la stagione 2012 alla squadra lussemburghese RadioShack-Nissan: nel finale di stagione partecipa alla Vuelta a España ma si ritira dopo la 13ª tappa. All'inizio del 2013 ottiene il terzo titolo nazionale su strada, imponendosi sul compagno di squadra George Bennett. Al termine del 2013 confluisce insieme ad altri compagni nella Trek Factory Racing, nuova squadra statunitense che ha acquisito la licenza della RadioShack. Nel 2014 si aggiudica il suo quarto titolo nazionale in linea. Nel 2015 annuncia il ritiro dalle corse su strada per concentrarsi solo sulle corse in pista, con l'obiettivo di centrare il pass per i Giochi olimpici di Rio de Janeiro in programma nel 2016.

## Palmarès

### Pista
- 2002

2ª prova Coppa del mondo, Inseguimento a squadre (Sydney, con Greg Henderson, Matthew Randall e Lee Vertongen)
2ª prova Coppa del mondo, Americana (Sydney, con Greg Henderson)
- 2006

Campionati neozelandesi, Inseguimento individuale
Campionati neozelandesi, Inseguimento a squadre (con Heath Blackgrove, James Fairweather e Marc Ryan)
- 2007

Campionati oceaniani, Americana (con Greg Henderson)
- 2015

Campionati oceaniani, Inseguimento individuale
Campionati oceaniani, Inseguimento a squadre (con Aaron Gate, Nick Kergozou e Luke Mudgway)

### Strada
- 1998

Rice Mountain Classic
- 2001 (AC Bressuire - Poitou Charentes)

5ª tappa Essor Breton
- 2002 (Cofidis, tre vittorie)

2ª tappa Tour of Wellington (Wellington > Masterton)
Classifica generale Boucles Nationales du Printemps
Classifica generale Tour des Cantons de Mareuil-Verteillac
- 2003 (Cofidis, tre vittorie)

2ª tappa Tour de Vineyards (Raye-Kerr > Saint Arnaud)
3ª tappa Tour de Vineyards (Richmond > Takaka Hill)
7ª tappa Tour de Pologne (Jelenia Góra > Karpacz)
- 2004 (Cofidis, due vittorie)

1ª tappa Tour de la Région wallonne (Aubel > Bassenge)
3ª tappa Tour of Southland (Invercargill > Tuatapere)
- 2006 (Health Net, undici vittorie)

1ª tappa Tour de Vineyards (circuito di Hope)
2ª tappa Tour de Vineyards (Richmond > Nelson Lakes District)
3ª tappa Tour de Vineyards (Richmond > Marble Mountain)
Classifica generale Tour de Vineyards
3ª tappa Tour of Wellington (Masterton > Masterton)
5ª tappa Tour of Wellington (Masterton > Admiral Hill (Masterton))
6ª tappa Tour of Wellington (Wellington > Wellington, cronometro)
Classifica generale Tour of Wellington
Campionati neozelandesi, Prova in linea
1ª tappa, 1ª semitappa Tour of Southland (Invercargill > Invercargill)
Classifica generale Tour of Southland
- 2007 (cinque vittorie)

4ª tappa Tour of Wellington (Masterton > Pahiatua)
6ª tappa Tour of Wellington (Scorching Bay > Wellington, cronometro)
Classifica generale Tour of Wellington
Classifica generale Tour of Southland
Campionati oceaniani, Prova in linea
- 2008 (sette vittorie)

2ª tappa Tour de Vineyards (Richmond > Saint Arnaud)
3ª tappa Tour de Vineyards (Richmond > Takaka Hill)
4ª tappa Tour of Wellington (circuito di Gladstone)
6ª tappa Tour of Wellington (Merimar Peninsular > Wellington, cronometro)
4ª tappa Tour of Southland (Invercargill > Tuatapere)
5ª tappa Tour of Southland (Tuatapere > Winton)
Classifica generale Tour of Southland
- 2010 (Team HTC-Columbia, cinque vittorie)

Classifica generale Tour de Vineyards
6ª tappa Post Danmark Rundt (Høng > Rudersdal)
7ª tappa Tour of Southland (Winton > Te Anau)
8ª tappa Tour of Southland (Luxmore Drive > Lumsden)
Classifica generale Tour of Southland
- 2011 (HTC-High Road, tre vittorie)

2ª tappa Tour de Vineyards (Richmond > Takaka Hill)
Campionati neozelandesi, Prova in linea
2ª tappa Tour of Southland (Invercargill > Bluff Hill)
- 2012 (RadioShack-Nissan, una vittoria)

8ª tappa Tour of Southland (Winton > Invercargill)
- 2013 (RadioShack-Leopard, una vittoria)

Campionati neozelandesi, Prova in linea
- 2014 (Trek Factory Racing, una vittoria)

Campionati neozelandesi, Prova in linea

#### Altri successi
- 2002 (Cofidis)

Circuit Boussaquin
- 2006 (Health Net)

2ª tappa McLane Pacific Classic (Foothills > Foothills)
- 2007

1ª tappa Tour of Wellington (Lower Hutt > Avalon)
Pegasus Subway Classic
- 2008

Grand Prix Etienne De Wilde
Falmagne - Dinant Interclub
1ª tappa Tour des Deux-Sèvres (Bressuire > Saint-Amand-sur-Sèvre)
4ª tappa Tour des Deux-Sèvres (Airvault, cronometro)
Classifica generale Tour des Deux-Sèvres
Classifica generale UCI Oceania Tour
- 2009 (Cervelo Test Team)

1ª tappa Tour of Southland (Invercargill, cronosquadre)
- 2010 (Team HTC-Columbia)

1ª tappa Vuelta a España (Siviglia, cronosquadre)
1ª tappa Tour of Southland (Invercargill, cronosquadre)
Armstrong Festival of Cycling
- 2011 (HTC-High Road)

Prologo Tour of Southland (Invercargill, cronosquadre)
- 2015 (Trek Factory Racing)

1ª tappa Tour of Alberta (Grande Praire, cronosquadre)
- 2016

Le Race

## Piazzamenti

### Grandi Giri
- Giro d'Italia

2013: non partito (17ª tappa)
- Tour de France

2009: 75º
- Vuelta a España

2010: ritirato (13ª tappa)
2012: non partito (13ª tappa)

### Classiche monumento
- Milano-Sanremo

2005: 90º
2009: 102º
2012: 111º
2013: ritirato
2014: 70º
2015: 131º
- Giro delle Fiandre

2009: ritirato
2010: 74º
2012: 21º
2013: ritirato
2014: ritirato
2015: 65º
- Parigi-Roubaix

2009: ritirato
2010: 10º
2012: 26º
2013: 53º
2014: ritirato
2015: ritirato

### Competizioni mondiali
- Campionati del mondo su strada

Stoccarda 2007 - In linea Elite: ritirato
Mendrisio 2009 - In linea Elite: 96º
Melbourne 2010 - In linea Elite: ritirato
Limburgo 2012 - In linea Elite: ritirato
Toscana 2013 - Cronosquadre Elite: 5°
- Campionati del mondo su pista

Anversa 2001 - Inseguim. a squadre: 6º
Stoccarda 2003 - Americana: 2º
Melbourne 2004 - Americana: 8º
Palma di Maiorca 2007 - Corsa a punti: 18º
Manchester 2008 - Inseguim. individuale: 4º
Manchester 2008 - Inseguim. a squadre: 4º
Manchester 2008 - Americana: 9º
- Giochi olimpici

Atene 2004 - Americana: 7º
Pechino 2008 - Inseguim. individuale: 2º
Pechino 2008 - Inseguim. a squadre: 3º
Pechino 2008 - Americana: 10º